# Ахмед, Мансур
Мансур Ахмед (араб. منظور احمد‎; 7 января 1968, Равалпинди, Пакистан — 12 мая 2018) — пакистанский хоккеист на траве, выступавший на позиции вратаря. Бронзовый призёр летних Олимпийских игр 1992.

## Спортивная биография
В 1988 году Ахмед впервые принял участие в летних Олимпийских играх. Сборной Пакистана совсем немного не хватило, чтобы выйти в полуфинал турнира, и в итоге пакистанцы заняли 5-е место, а Мансур сыграл во всех семи матчах.
На летних Олимпийских играх 1992 года Мансур завоевал свою единственную олимпийскую награду, став в составе сборной Пакистана бронзовым призёром игр, но в самом турнире сыграл всего лишь один матч, выйдя в матче с Испанией.
На летних Олимпийских играх 1996 года в Атланте Ахмед вновь сыграл все матчи, но сборная Пакистана не смогла показать высокий результат, заняв 6-е место.
Всего в составе сборной Пакистана Мансур Ахмед сыграл 238 матчей.